# Ла-Тур-д’Эг
Ла-Тур-д’Эг (фр. La Tour-d'Aigues) — коммуна во французском департаменте Воклюз региона Прованс — Альпы — Лазурный Берег. Относится к кантону Пертюи.

## Географическое положение

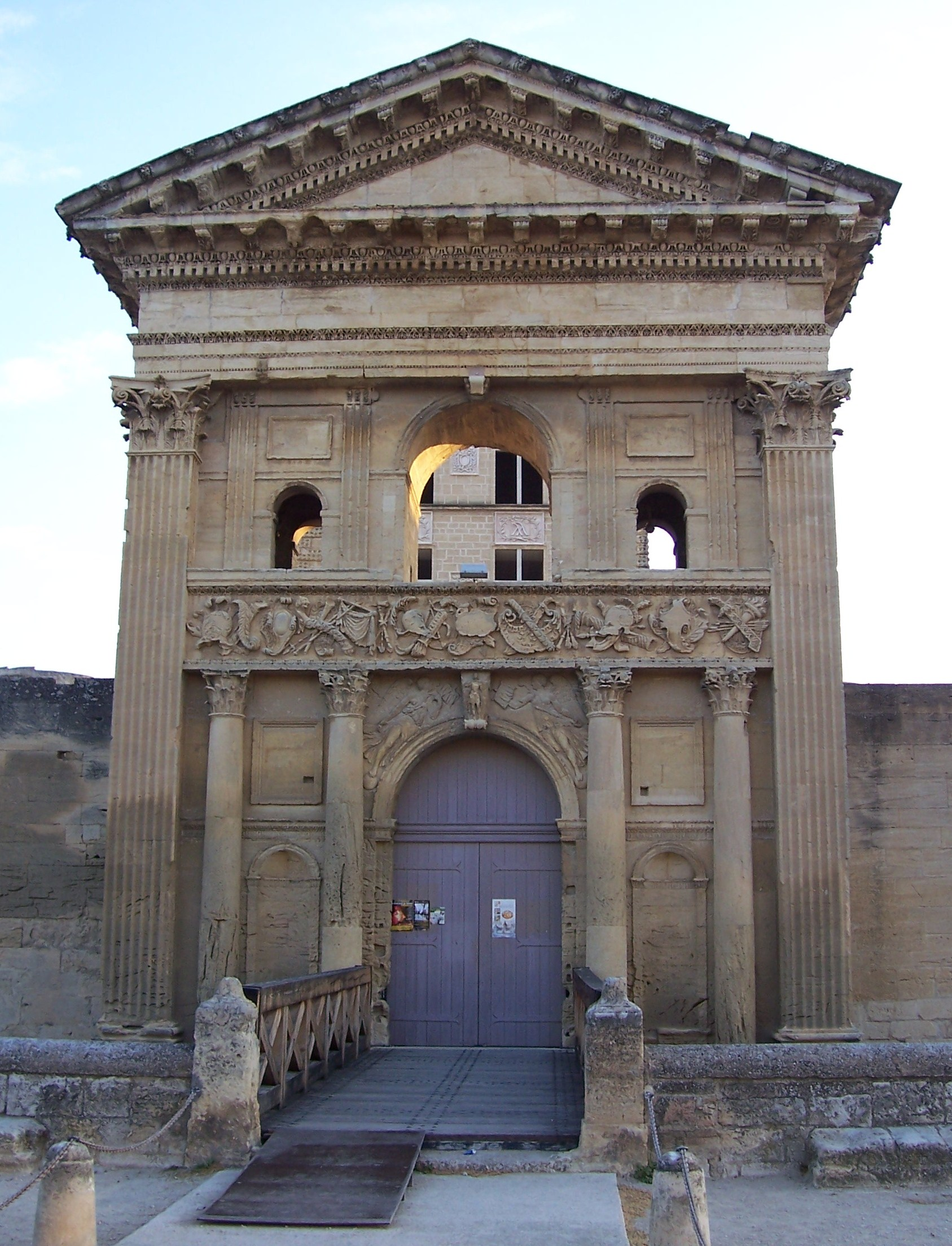
Портал замка Ла-Тур-д’Эг.

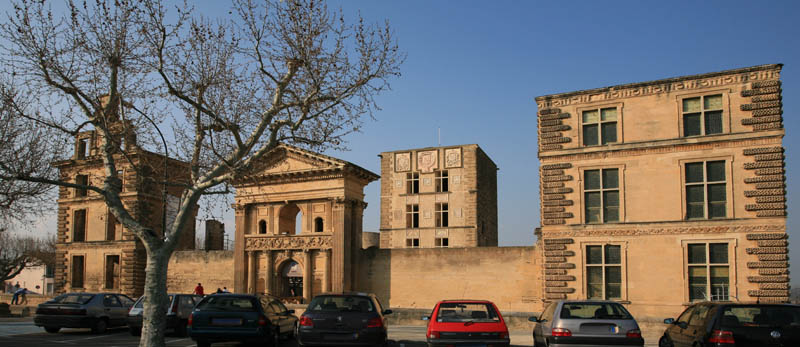
Вид на замок.

Ла-Тур-д’Эг расположен в 65 км к юго-востоку от Авиньона и в 5 км к северо-востоку от Пертюи. Соседние коммуны: Ла-Мотт-д'Эг и Сен-Мартен-де-ла-Браск на севере, Грамбуа на северо-востоке, Бомон-де-Пертюи на востоке, Мирабо на юго-востоке, Ла-Бастидонн на юге, Пертюи на юго-западе, Вильлор и Ансуи на западе, Санн и Кюкюрон на северо-западе.

### Гидрография
Коммуну пересекает Эз, правый приток Дюранса, и впадающие в Эз многочисленные ручьи. Дюранс, третья по величине река Прованса, течёт по краю коммуны и служит естественной границей между департаментами Воклюз и Буш-дю-Рон.

## Демография
Население коммуны на 2010 год составляло 3947 человек.
| 1962 | 1968 | 1975 | 1982 | 1990 | 1999 | 2010 |
| ---- | ---- | ---- | ---- | ---- | ---- | ---- |
| 1977 | 2103 | 2070 | 2433 | 3328 | 3861 | 3947 |

## Достопримечательности
- Природный региональный парк Люберон.
- Замок Ла-Тур-д’Эг, полностью переделан в XVI и XVII веках. В 1579 году здесь останавливалась Екатерина Медичи.
- Церковь Нотр-Дам-де-Ромегас, XIII—XVIII века.
- Усадьба д’Эстьенн дю Бурге, сооружена в 1658—1671 годах, настенная роспись XVII века, памятник истории.
- Аристократическая усадьба, XVI век, памятник истории.
- Музей фаянса, расположен в подвале замка.